# Orthomiscus simplex
Orthomiscus simplex là một loài tò vò trong họ Ichneumonidae.